# Șkurupiivka, Reșetîlivka
Șkurupiivka (în ucraineană Шкурупіївка) este un sat în așezarea urbană Reșetîlivka din regiunea Poltava, Ucraina.

## Demografie
Componența lingvistică a localității Șkurupiivka
     Ucraineană (97,47%)
     Alte limbi (0,72%)
Conform recensământului din 2001, majoritatea populației localității Șkurupiivka era vorbitoare de ucraineană (97,47%), existând în minoritate și vorbitori de armeană (1,81%).